# カフェ・コンセール

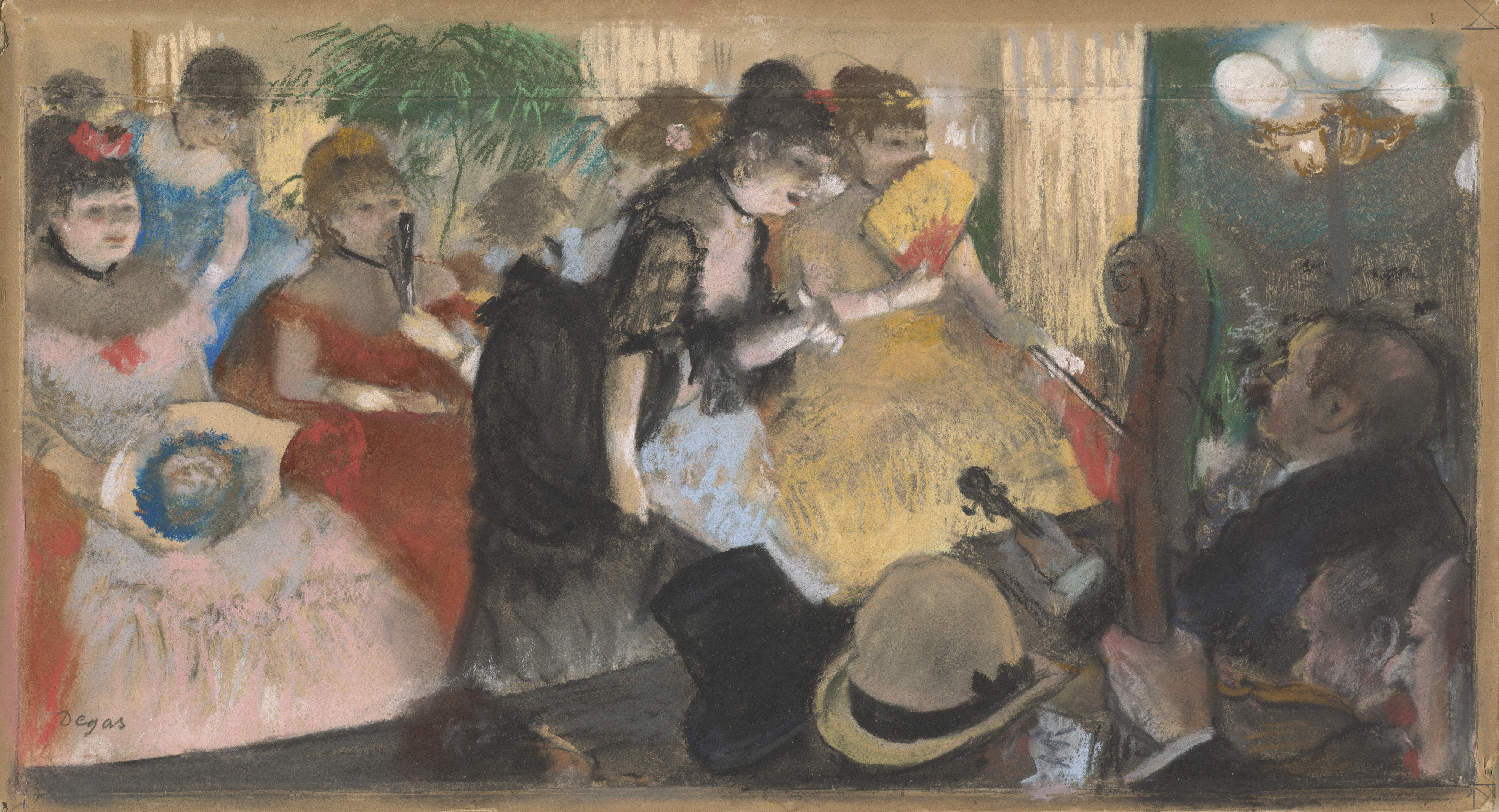
エドガー・ドガ の描いたカフェ・コンセール(1876-1877の間）

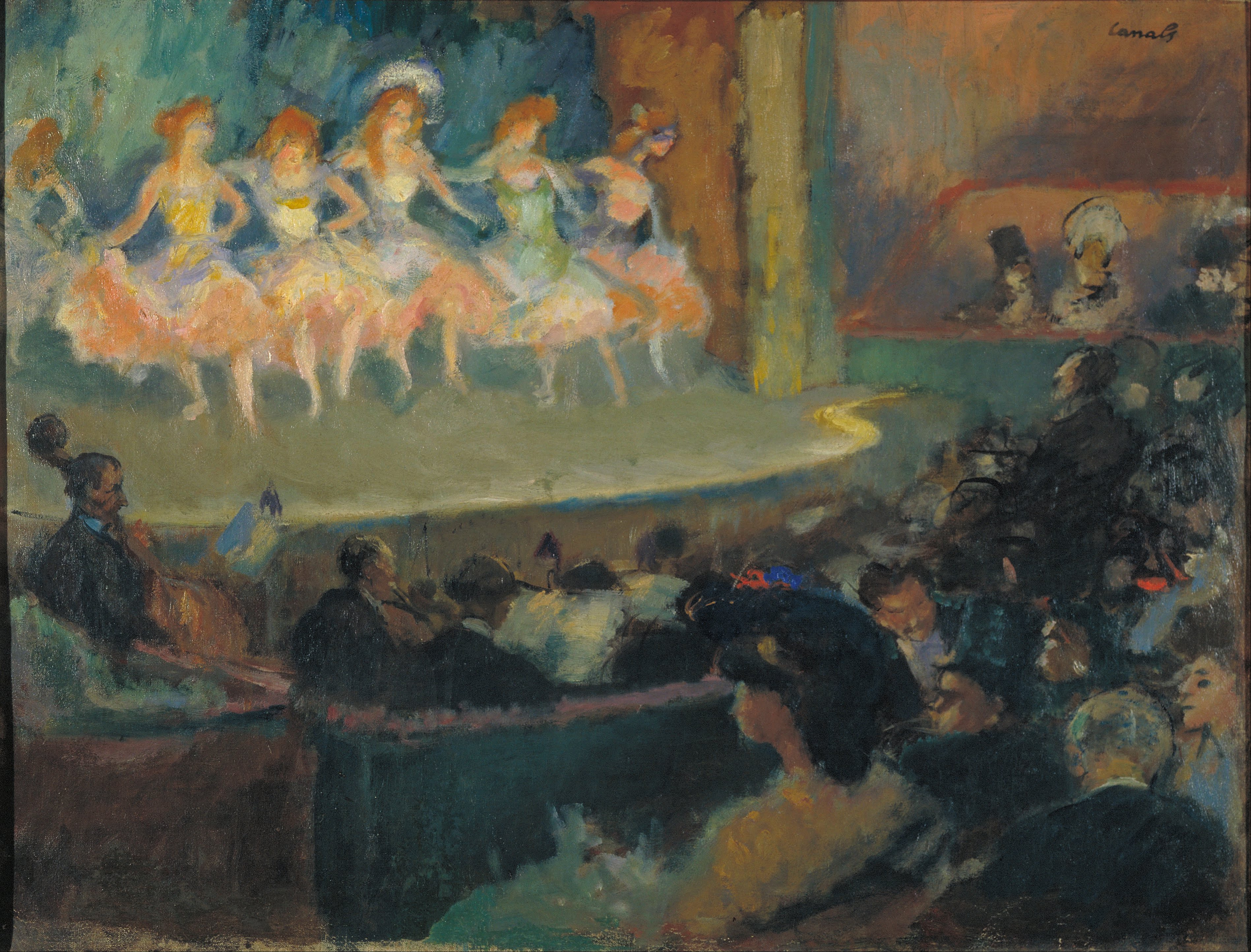
(画)リカルド・カナルス

カフェ・コンセール（フランス語: café-concert または caf'conc、café à chansons、cabarets à chansonsなど）は19世紀後半から20世紀のはじめのフランスの、ショーを見せる飲食店（の形態）である。パリのカフェ・コンセールは多くの画家の題材となった。

## 概要
いわゆる「コーヒーハウス」とも「コンサート・ホール」とも異なり1849年頃、屋外のカフェで音楽家らが演奏を聞かせる「café-chantants」という形態から発展し、より大きな店舗となり、より大人数による演芸を見せられる場所になった。一般的には簡単な木製の舞台が作られ、歌手などが、ショーを演じた。客は飲食をしながら、歌や踊りのショーを見ることができた。小規模な楽団も舞台に上がることができた。19世紀の末にはいわゆる「ミュージック・ホール」という名称で呼ばれることが多くなった。有名なパリのカフェ・コンセールには、 コンセール・デザンバサドゥール（Concert des Ambassadeurs）、グラン・コンセール・パリジャン（Grand Concert Parisien）、バタクラン（Ba-Ta-Clan）、エデン（Eden）、エルドラド（Eldorado）、スカラ（Scala）、ボビーノ（Folies Bobino）、アルカザール（Alcazar）などがあった。
オノレ・ドーミエ、エドガー・ドガ、エドゥアール・マネ、ロートレックらの画家がカフェ・コンセールの風景を描いた絵画を残した。

## カフェ・コンセールを描いた絵画

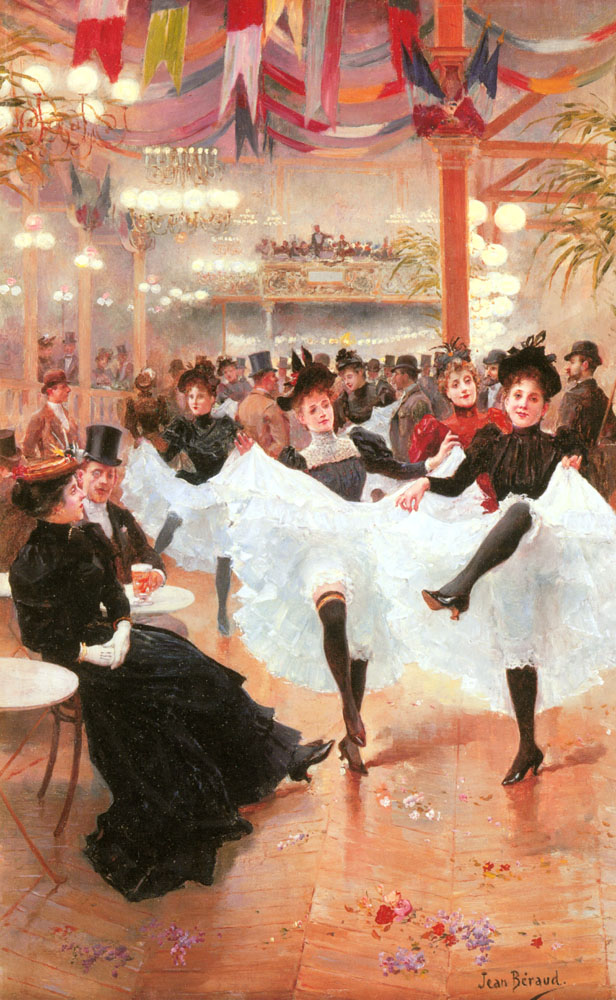
ジャン・ベロー
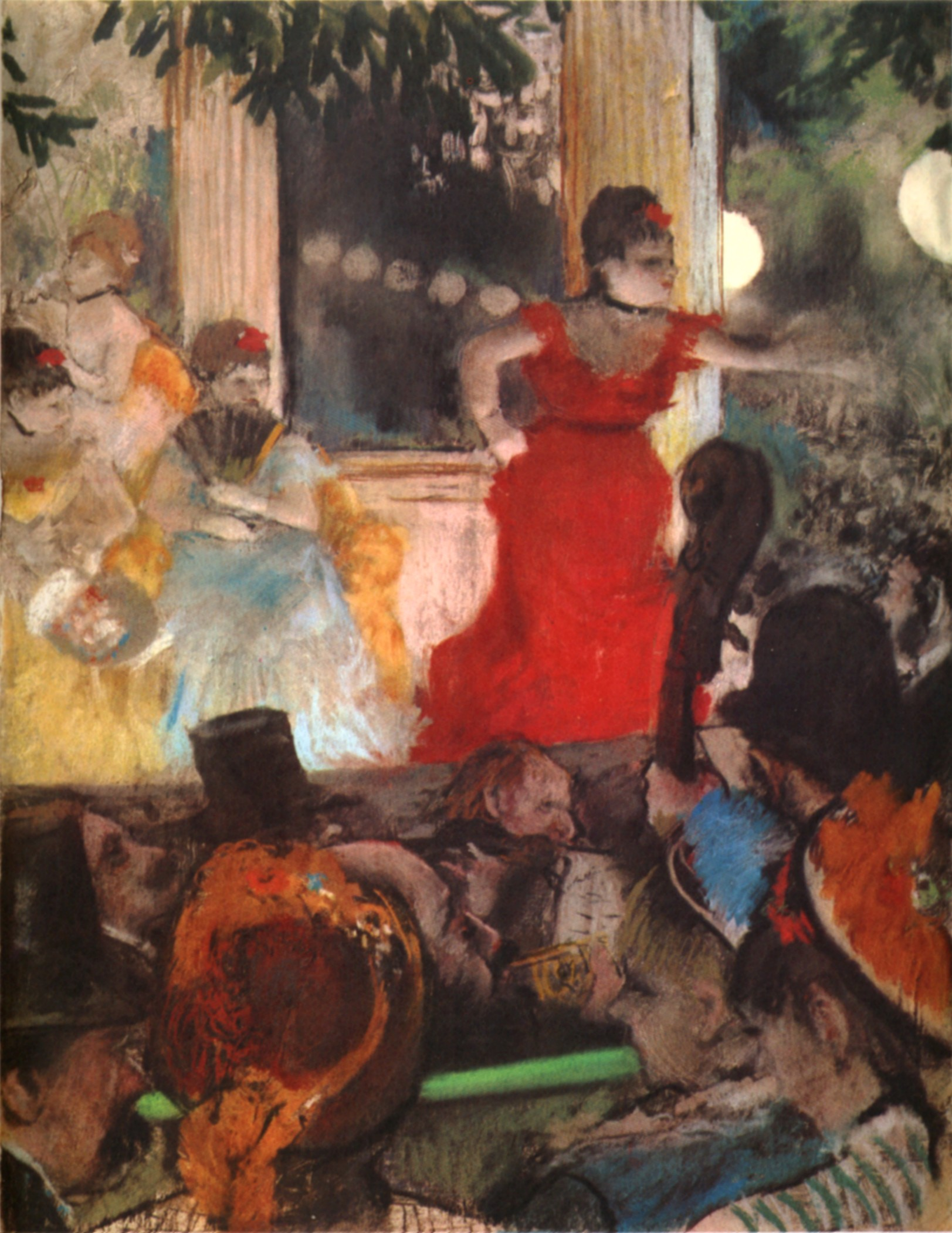
エドガー・ドガ(1876-1877の間）
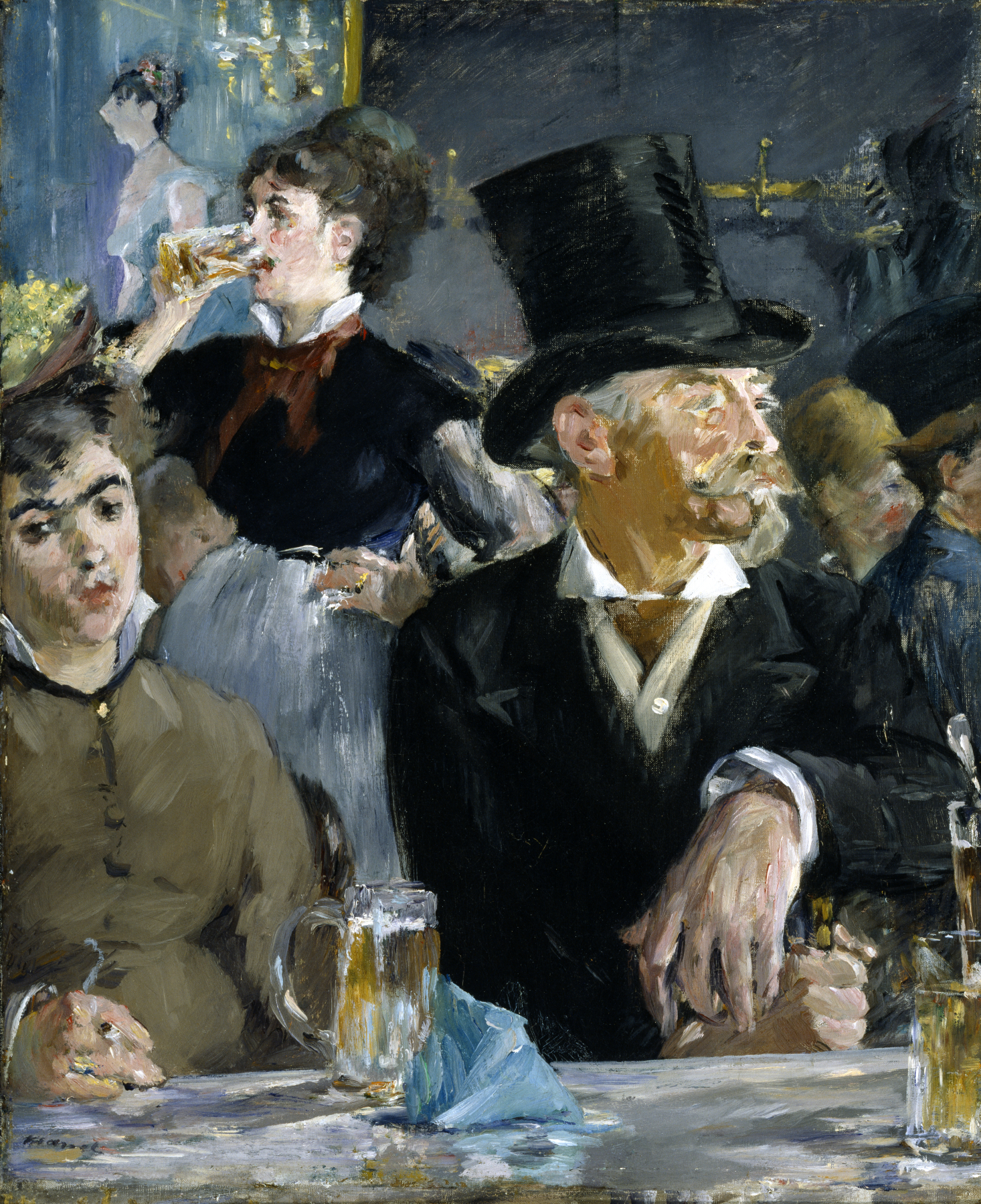
エドゥアール・マネ(1879頃）
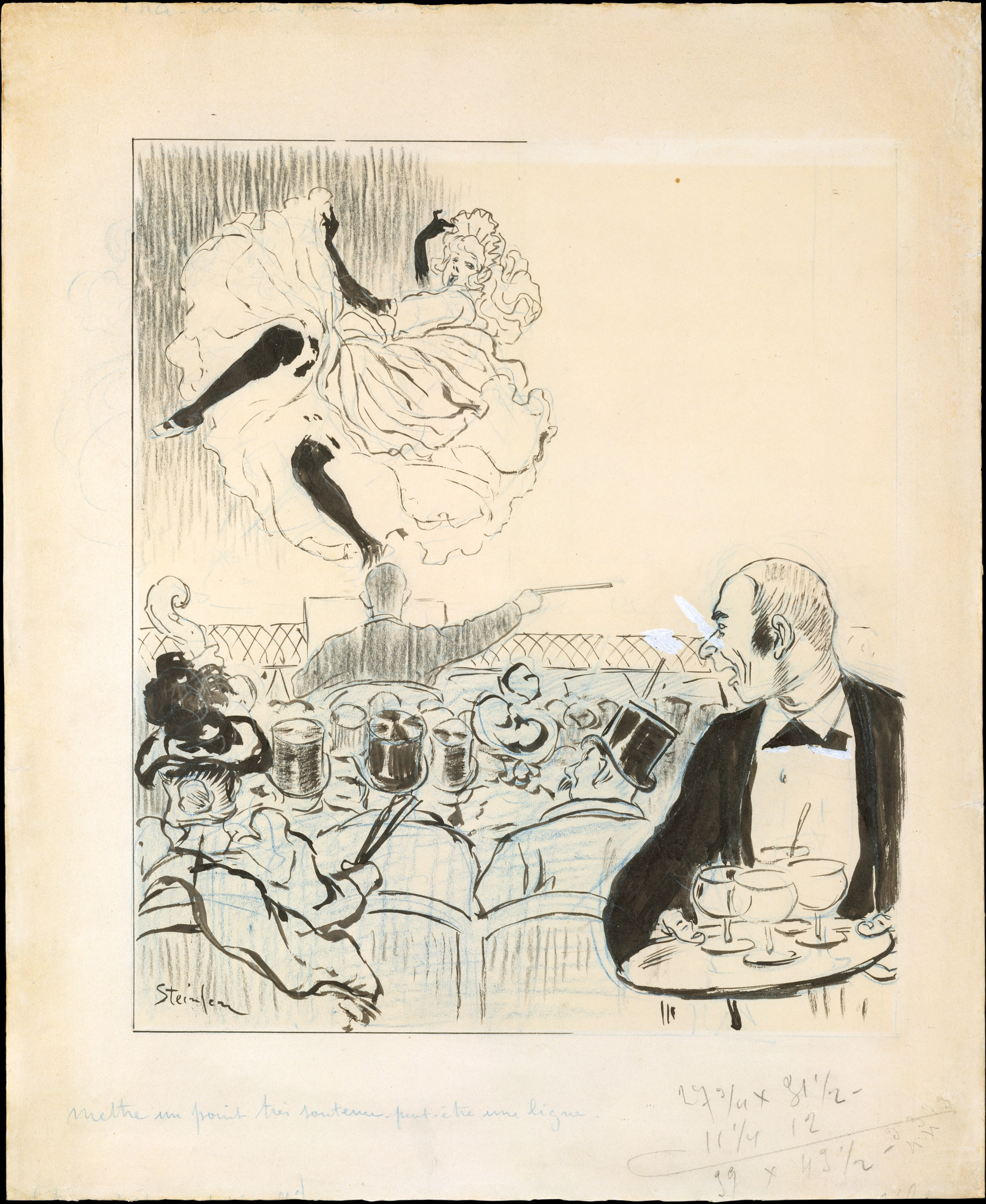
テオフィル・アレクサンドル・スタンラン
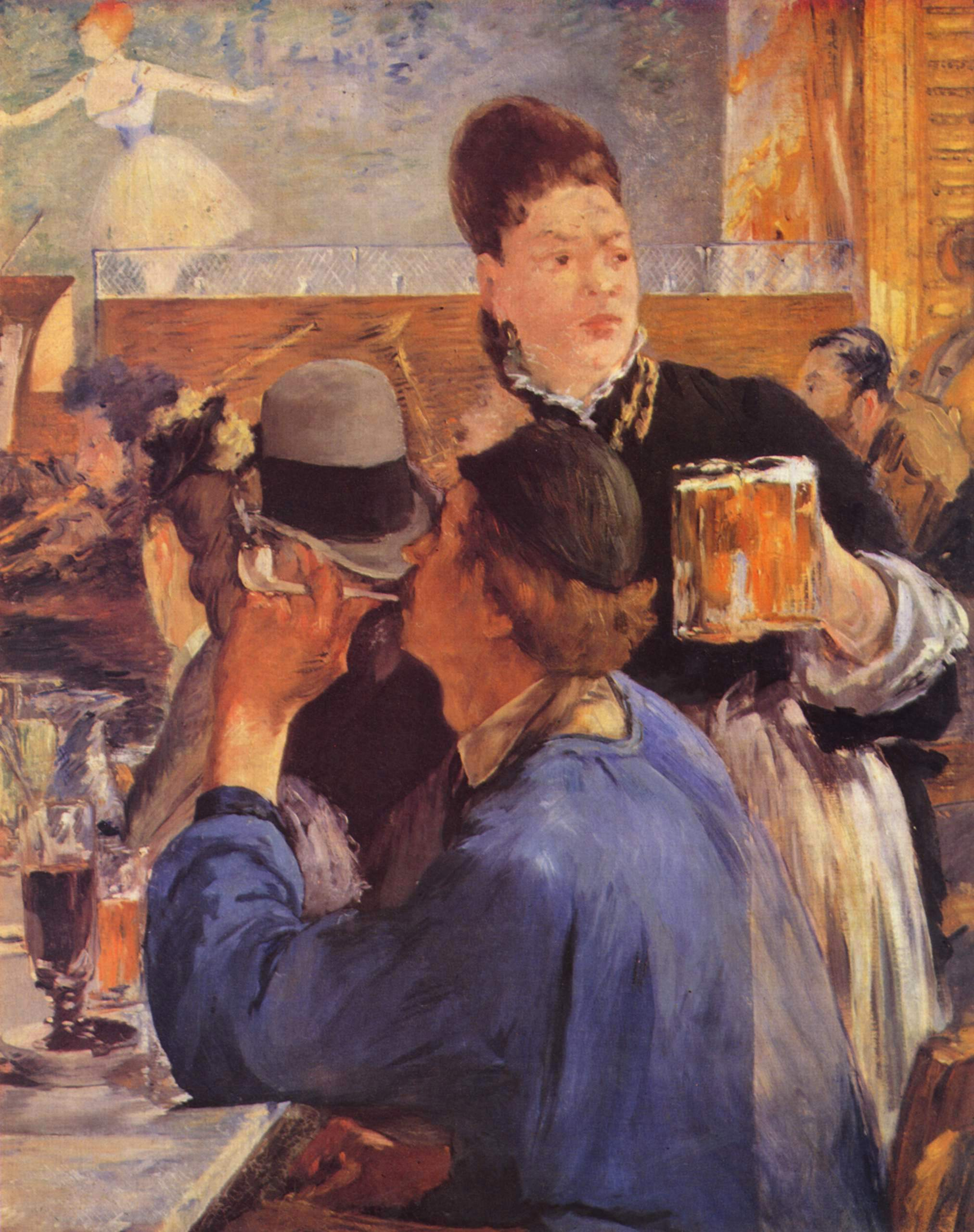
エドゥアール・マネ